# Élections régionales de 1985 dans les Abruzzes
Les élections régionales de 1985 dans les Abruzzes (en italien : Elezioni regionali in Abruzzo del 1985) se tiennent les 12 et 13 mai 1985 afin d'élire les 40 membres de la IVe législature du conseil régional des Abruzzes.
Le scrutin voit la victoire à la majorité relative de la Démocratie chrétienne (DC).

## Contexte
La région des Abruzzes constitue un fief de la Démocratie chrétienne (DC).
Lors des élections régionales de juin 1980, la DC remporte 45,8 % des voix et 20 sièges sur 40, manquant de gouverner seule à un siège près. Elle devance largement le Parti communiste italien (PCI), dont la force électorale atteint 27,6 % des suffrages et 12 conseillers. La troisième place revient au Parti socialiste italien (PSI), qui totalise 10,8 % des exprimés et quatre élus. Il est suivi du Mouvement social italien – Droite nationale (MSI-DN), qui fait élire deux conseillers après avoir réuni 5,9 %. Le Parti social-démocrate italien (PSDI) se fait lui distancer puisqu'il rassemble 4,6 % et un seul élu.
Le démocrate chrétien Romeo Ricciuti est de nouveau investi président de la junte régionale après avoir formé une coalition avec le PSI et le Parti républicain italien (PRI). Il est remplacé en novembre 1981 par Anna Nenna D'Antonio. Première femme à diriger une région italienne, elle gouverne avec une alliance élargie au PSDI. Elle cède le pouvoir à l'ancien président Felice Spadaccini le 13 mai 1983.
Aux élections générales anticipées de juin suivant, le paysage politique régional se trouve globalement confirmé. Dans la circonscription de L'Aquila de la Chambre des députés, qui correspond au territoire des Abruzzes, la DC reste largement dominante avec 42,1 % des voix et sept députés sur 14, devant le PCI, ses 29,5 % et ses cinq élus. Le PSI reste la troisième force politique en réunissant 9,7 % des exprimés et un siège, devant le MSI-DN, qui remporte 6,8 % des suffrages et un mandat également. Au Sénat de la République, les démocrates chrétiens confirment avec 42,6 % et quatre sénateurs sur sept, contre 30,5 % et deux élus aux communistes. Les socialistes, qui réunissent 10,9, % obtiennent le dernier siège à pourvoir. Les néofascistes, qui remportent 6,7 %, sont exclus de la chambre haute du Parlement italien.

## Mode de scrutin
Le conseil régional des Abruzzes (en italien : Consiglio Regionale dell'Abruzzo) est constitué de 40 conseillers élus pour cinq ans au scrutin proportionnel avec vote préférentiel et sans seuil électoral dans quatre circonscriptions plurinominales qui correspondent aux provinces.
Chaque électeur peut exprimer jusqu'à trois votes de préférence sur la liste à qui il accorde son suffrage. Les mandats sont ensuite répartis à la proportionnelle d'Hagenbach-Bischoff. Les sièges sont ensuite pourvus par les candidats comptant le plus grand nombre de voix préférentielles.
Les mandats qui n'ont pas été attribués à l'issue du premier décompte et les voix qui n'ont pas été utilisées sont rassemblés au niveau régional et distribués à la proportionnelle de Hare. Ils sont attribués, pour chaque parti, dans les provinces en fonction du ratio entre les votes restants et le total des suffrages exprimés.

### Répartition des sièges
| Provinces | Sièges | +/-           |  |
| Chieti    | 11     | 2             |  |
| L'Aquila  | 10     | 1             |  |
| Pescara   | 11     | 2             |  |
| Teramo    | 8      | 1             |  |
| Total     | 40     | en stagnation |  |

## Campagne

### Principales forces politiques
| Parti | Parti                                                                                     | Idéologie                                                       |
| ----- | ----------------------------------------------------------------------------------------- | --------------------------------------------------------------- |
|       | Démocratie chrétienne Democrazia Cristiana                                                | Centre Démocratie chrétienne, antifascisme, anticommunisme      |
|       | Parti communiste italien Partito Comunista Italiano                                       | Gauche Communisme, eurocommunisme, marxisme-léninisme           |
|       | Parti socialiste italien Partito Socialista Italiano                                      | Centre gauche Socialisme, social-démocratie, social-libéralisme |
|       | Mouvement social italien – Droite nationale Movimento Sociale Italiano - Destra Nazionale | Extrême droite Néofascisme, nationalisme, anticommunisme        |
|       | Parti social-démocrate italien Partito Socialista Democratico Italiano                    | Centre gauche Social-démocratie, socialisme                     |

## Résultats

### Voix et sièges
|                        |                                                      |           |       |      |        |               |  |  |  |  |  |  |  |  |
| Parti                  | Parti                                                | Voix      | %     | +/-  | Sièges | +/-           |  |  |  |  |  |  |  |  |
|                        | Démocratie chrétienne (DC)                           | 367 300   | 44,28 | 1,49 | 19     | 1             |  |  |  |  |  |  |  |  |
|                        | Parti communiste italien (PCI)                       | 223 446   | 26,94 | 0,61 | 11     | 1             |  |  |  |  |  |  |  |  |
|                        | Parti socialiste italien (PSI)                       | 97 464    | 11,75 | 0,91 | 5      | 1             |  |  |  |  |  |  |  |  |
|                        | Mouvement social italien – Droite nationale (MSI-DN) | 51 223    | 6,18  | 0,30 | 2      | en stagnation |  |  |  |  |  |  |  |  |
|                        | Parti social-démocrate italien (PSDI)                | 31 678    | 3,82  | 0,77 | 1      | en stagnation |  |  |  |  |  |  |  |  |
|                        | Parti républicain italien (PRI)                      | 23 399    | 2,82  | 0,23 | 1      | en stagnation |  |  |  |  |  |  |  |  |
|                        | Parti libéral italien (PLI)                          | 13 280    | 1,60  | 0,12 | 1      | 1             |  |  |  |  |  |  |  |  |
|                        | Liste verte (LV)                                     | 9 956     | 1,20  | Nv.  | 0      | en stagnation |  |  |  |  |  |  |  |  |
|                        | Démocratie prolétarienne (DP)                        | 6 466     | 0,78  | Nv.  | 0      | en stagnation |  |  |  |  |  |  |  |  |
|                        | Alliance italienne des retraités (AIP)               | 2 694     | 0,32  | Nv.  | 0      | en stagnation |  |  |  |  |  |  |  |  |
|                        | Autres                                               | 2 582     | 0,31  | -    | 0      | -             |  |  |  |  |  |  |  |  |
|                        |                                                      |           |       |      |        |               |  |  |  |  |  |  |  |  |
| Votes valides          | Votes valides                                        | 829 488   | 94,40 |      |        |               |  |  |  |  |  |  |  |  |
| Votes blancs et nuls   | Votes blancs et nuls                                 | 49 188    | 5,60  |      |        |               |  |  |  |  |  |  |  |  |
| Total                  | Total                                                | 878 676   | 100   | -    | 40     | en stagnation |  |  |  |  |  |  |  |  |
| Abstention             | Abstention                                           | 174 676   | 16,58 |      |        |               |  |  |  |  |  |  |  |  |
| Inscrits/Participation | Inscrits/Participation                               | 1 053 352 | 83,42 |      |        |               |  |  |  |  |  |  |  |  |

### Conséquences
Le 1er octobre 1985, le démocrate chrétien Emilio Mattucci est investi président de la junte régionale après avoir constitué un Pentapartito entre la DC, le PSI, le PSDI, le PRI et le PLI.